# Adetomeris annaehildegardae
Adetomeris annaehildegardae är en fjärilsart som beskrevs av Felix Bryk 1945. Adetomeris annaehildegardae ingår i släktet Adetomeris och familjen påfågelsspinnare. Inga underarter finns listade i Catalogue of Life.